# Пьющая птичка

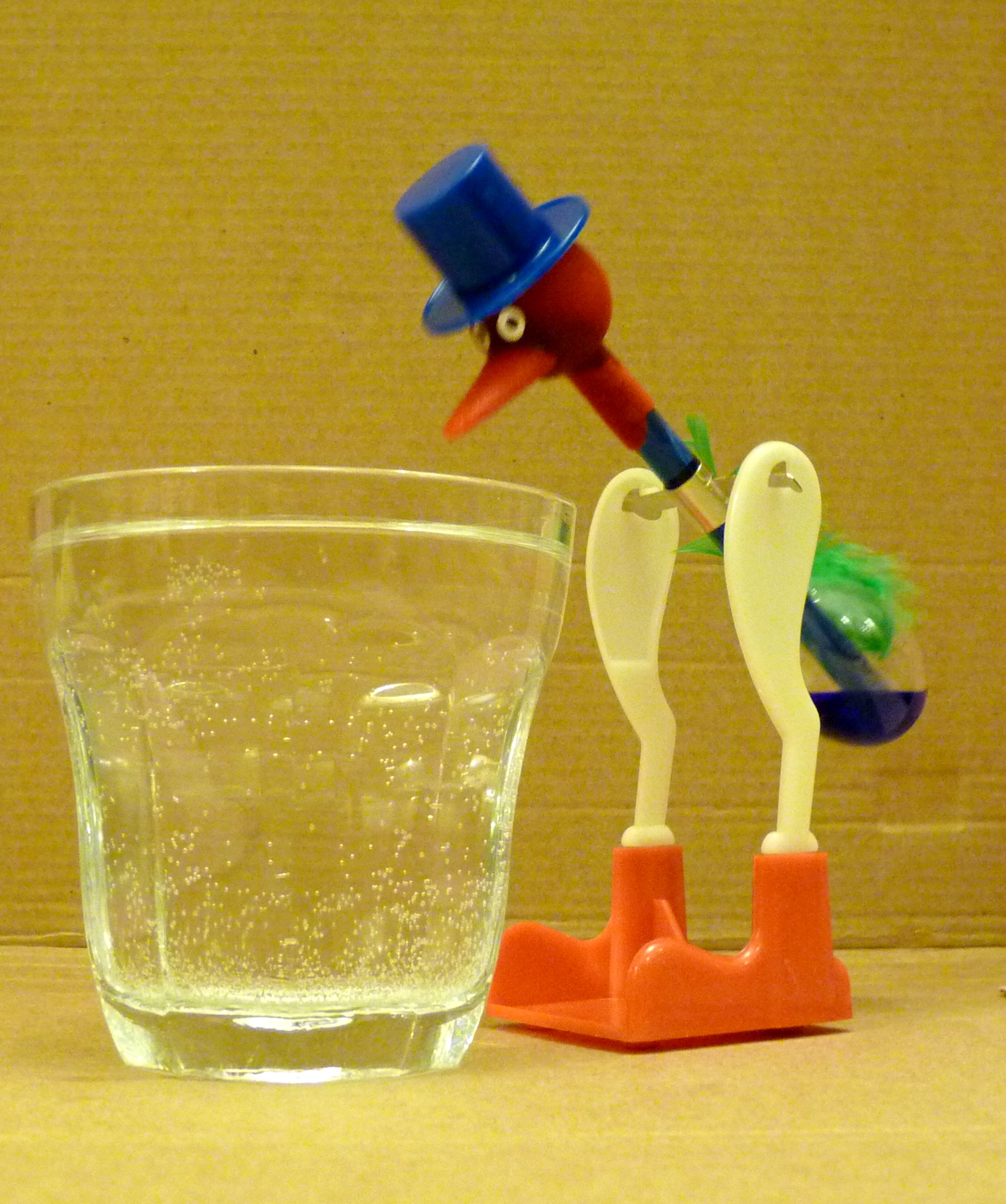
Пьющая птичка

Пьющая птичка — игрушка, работающая на принципах теплового двигателя и имитирующая движения пьющей воду птички.

## Конструкция
Состоит из двух стеклянных колбочек, соединенных стеклянной трубкой (шея птицы). Эта трубка прикреплена к верхней колбочке и вставлена в нижнюю колбочку почти до самого её конца. Пространство внутри птички содержит жидкость, как правило, окрашенную. Обычно в качестве рабочего тела данного теплового двигателя используется дихлорметан, известный также как метиленхлорид или хлористый метилен. В патенте Майлза Салливана предлагается использование эфира, спирта, хладона или хлороформа.
Во время производства из птички откачивается воздух и заполняется парами используемой жидкости. Верхняя колбочка имеет «клюв», который вместе с головой птички покрывается войлокоподобным материалом. Птичка обычно украшена бумажными глазами, пластиковой шляпкой и одним или несколькими хвостовыми перьями. Вся игрушка имеет возможность вращаться на оси прикрепленной к шее.
Несмотря на то, что пьющая птичка считается игрушкой, она имеет потенциальные опасности, связанные с применением стекла и легко испаряющихся жидкостей. Ранние модели часто заполнялись легковоспламеняющимися веществами, хотя в более поздних версиях применялась невоспламеняемая жидкость. Дихлорметан может раздражать кожу при контакте и лёгкие при вдыхании его паров, является канцерогеном.

## Принцип действия
Игрушка представляет собой тепловой двигатель, использующий разность температур для совершения механической работы. Как и все тепловые двигатели, пьющая птичка работает по термодинамическому циклу.
Исходным состоянием системы является птичка с увлажнённой головой, расположенной вертикально. Далее игрушка проходит через следующие стадии:
- Вода испаряется из войлока на голове, испарение понижает температуру стеклянной головы (теплота испарения).
- Снижение температуры приводит к конденсации части паров дихлорметана в голове.
- Понижение температуры и конденсация вместе приводят к падению давления в голове (согласно уравнению состояния идеального газа).
- В более тёплом хвосте птички давление паров подталкивает жидкость вверх по трубке-шее.
- Когда жидкость поднимается, верхняя часть птички становится тяжелее и голова игрушки опускается (птичка пьёт воду).
- В определённый момент опускания головы конец шейной трубки поднимается над поверхностью жидкости в нижней колбочке. В шейную трубку попадает пузырёк тёплого пара, он поднимается вверх по трубке и вытесняет из неё жидкость.
- Жидкость течёт обратно в нижнюю колбочку, а давление пара между верхней и нижней колбочками выравнивается.
- Вес жидкости в нижней колбочке восстанавливает вертикальное положение птицы.

Если стакан воды помещён так, что клюв окунается в него при опускании головы, то голова птички будет оставаться влажной, и цикл будет продолжаться до тех пор, пока в стакане будет достаточно воды, чтобы держать голову влажной. Тем не менее, птичка будет продолжать опускаться даже без источника воды, до тех пор, пока голова мокрая, или пока поддерживается разность температур между головой и хвостом. Эта разность может создаваться, например, подводом теплоты к нижней колбочке. Разность температур создаст перепад давления между верхней и нижней частью птички, который будут приводить в движение птичку.
Источником энергии является температурный градиент между головой и хвостом птички, поэтому она не является истинным вечным двигателем, но является простейшим тепловым двигателем, работающим за счёт фазового перехода рабочего тела. Холодильником этого теплового двигателя является покрытая войлоком, охлаждающаяся за счёт испарения воды и стилизованная под голову птицы верхняя колбочка, а нагревателем- нижняя колбочка, к которой, обычно, приклеиваются перья.

## Другой вариант пьющей птички
Была предложена «пьющая птичка второго рода» которая, как и оригинальная пьющая птичка, будет работать без разницы температур. Она использует комбинацию капиллярного эффекта, разности веса верхней и нижней частей и испарения воды для получения энергии игрушкой.
Такая птичка работает следующим образом: она сбалансирована так, что в исходном положении её голова с клювом опущена. Птичка помещается рядом с источником воды, это приводит к контакту клюва с водой. Вода поднимается в клюв капиллярным действием (авторы использовали треугольную губку) и попадает ниже оси вращения птички. Когда устройством будет поглощено достаточное количество воды, тяжёлый хвост заставляет птицу опрокинуться головой вверх. Через клюв, вынутый из воды происходит её испарение, хвост становится легче и голова снова опускается вниз.

## Физические и химические принципы
В пьющей птичке используется несколько физических законов и явлений, а также несколько химических веществ, что позволяет применяться её в изучении химии и физики:
- Дихлорметан — вещество с низкой температурой кипения (39,6° С при нормальном давлении). Пьющая птичка — это тепловой двигатель, который работает при комнатной температуре.
- Уравнение состояния идеального газа, которое устанавливает пропорциональную зависимость между температурой и давлением, создаваемым газом в постоянном объеме.
- Уравнение Менделеева — Клапейрона, которое устанавливает пропорциональное соотношение между количеством частиц газа и давлением в постоянном объёме.
- Распределение Максвелла — молекулы в данном пространстве при данной температуре различаются по энергетическому уровню и поэтому вещество может существовать в нескольких агрегатных состояниях (твердое вещество / жидкость / газ) при одной температуре.
- Теплота испарения (или конденсации), которая устанавливает, что вещества поглощают (или выделяют) тепло при изменении агрегатного состояния при постоянной температуре.
- Момент силы и центр масс.
- Капиллярное явление.
- Точка росы: Разность температур между головой и хвостом зависит от относительной влажности воздуха.

## История
В 1881 году Израиль Ландис получил патент на аналогичный колебательный двигатель.
В 1882 году братья Иске получили патент на подобный двигатель. В отличие от пьющей птички, нижний резервуар нагревался, а верхний резервуар просто охлаждался окружающим воздухом. Принцип действия остался тот же самый. Братья Иске за это время получили различные патенты на подобные двигатели, которые теперь известны как колесо Минто.
Китайская игрушка пьющая птичка, относящаяся к началу XX века, названная «ненасытной птичкой», описана советским популяризатором физики и математики Яковом Перельманом в книге «Занимательная физика». Он так объясняется механизм действия игрушки: «Поскольку температура в головной трубке становится ниже температуры хвостового резервуара, это приводит к падению давления насыщенных паров в головной трубе …».
Альберт Эйнштейн и его жена Эльза прибывшие в Шанхай в 1922 году, были очарованы «ненасытной птичкой».
Артур Хиллери получил патент в 1945 году. Он предложил использовать ацетон в качестве жидкости.
В 1946 году оно было запатентовано Майлзом Салливаном.

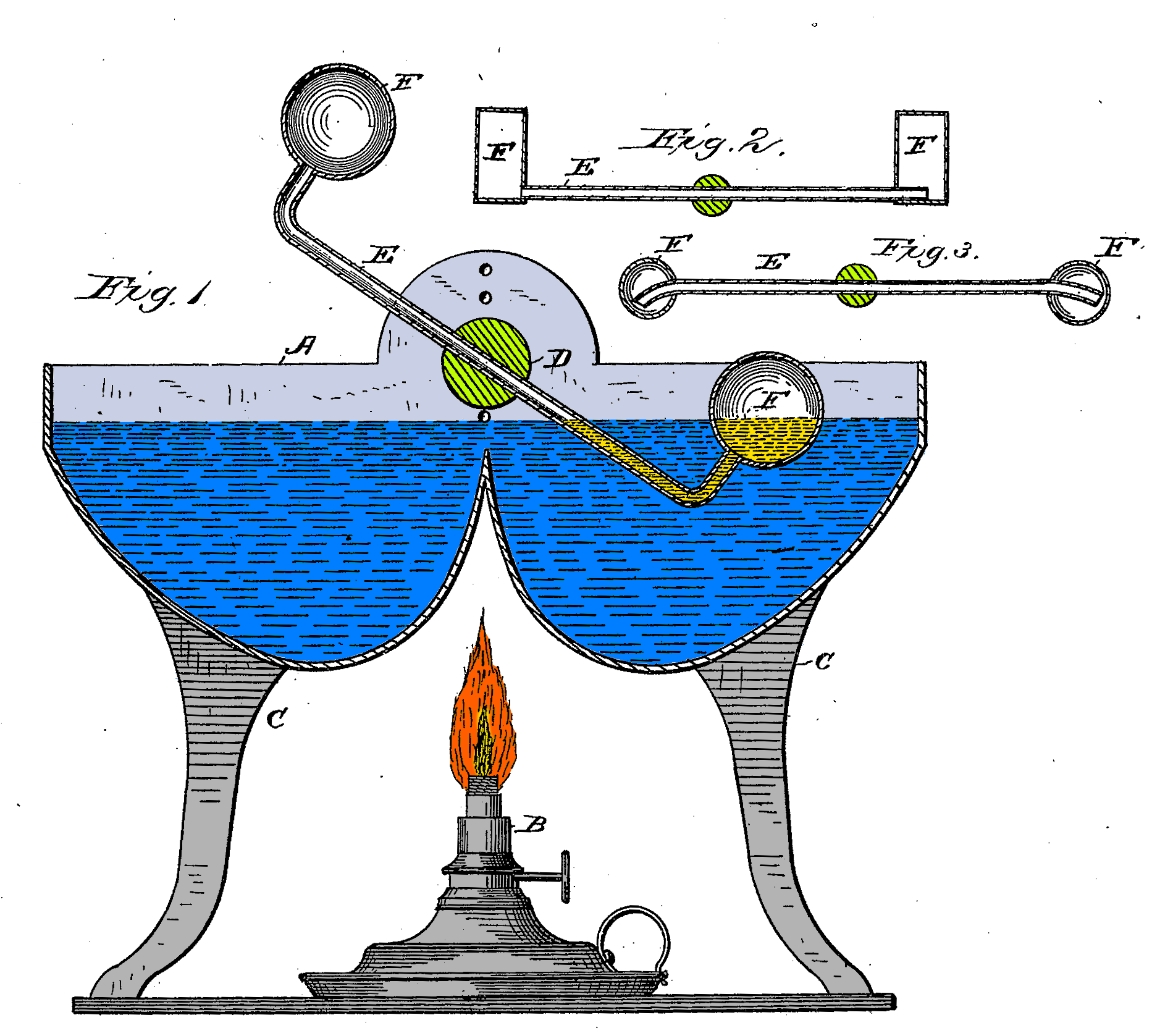
Израиль Ландис 1881
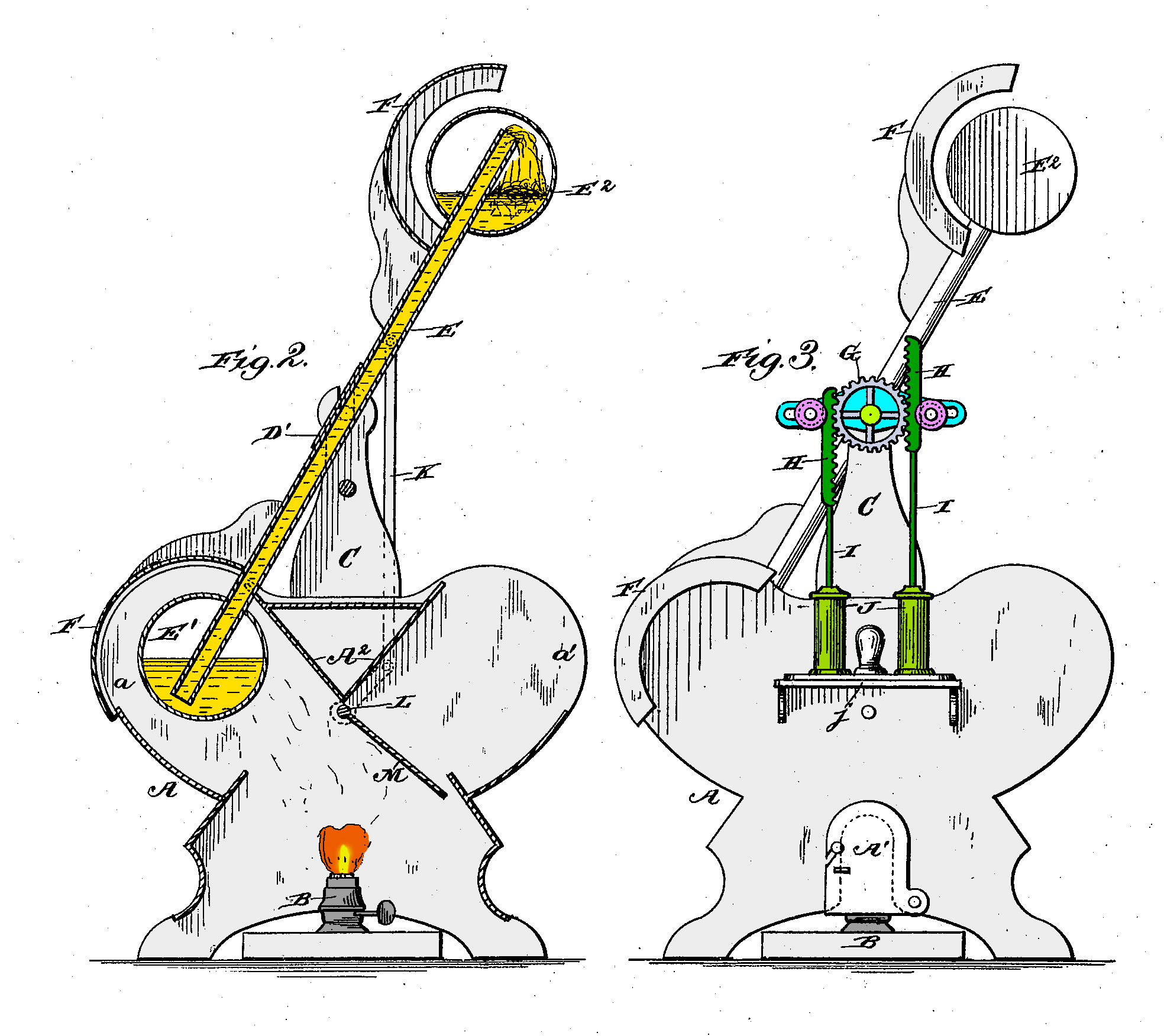
Братья Иске 1882
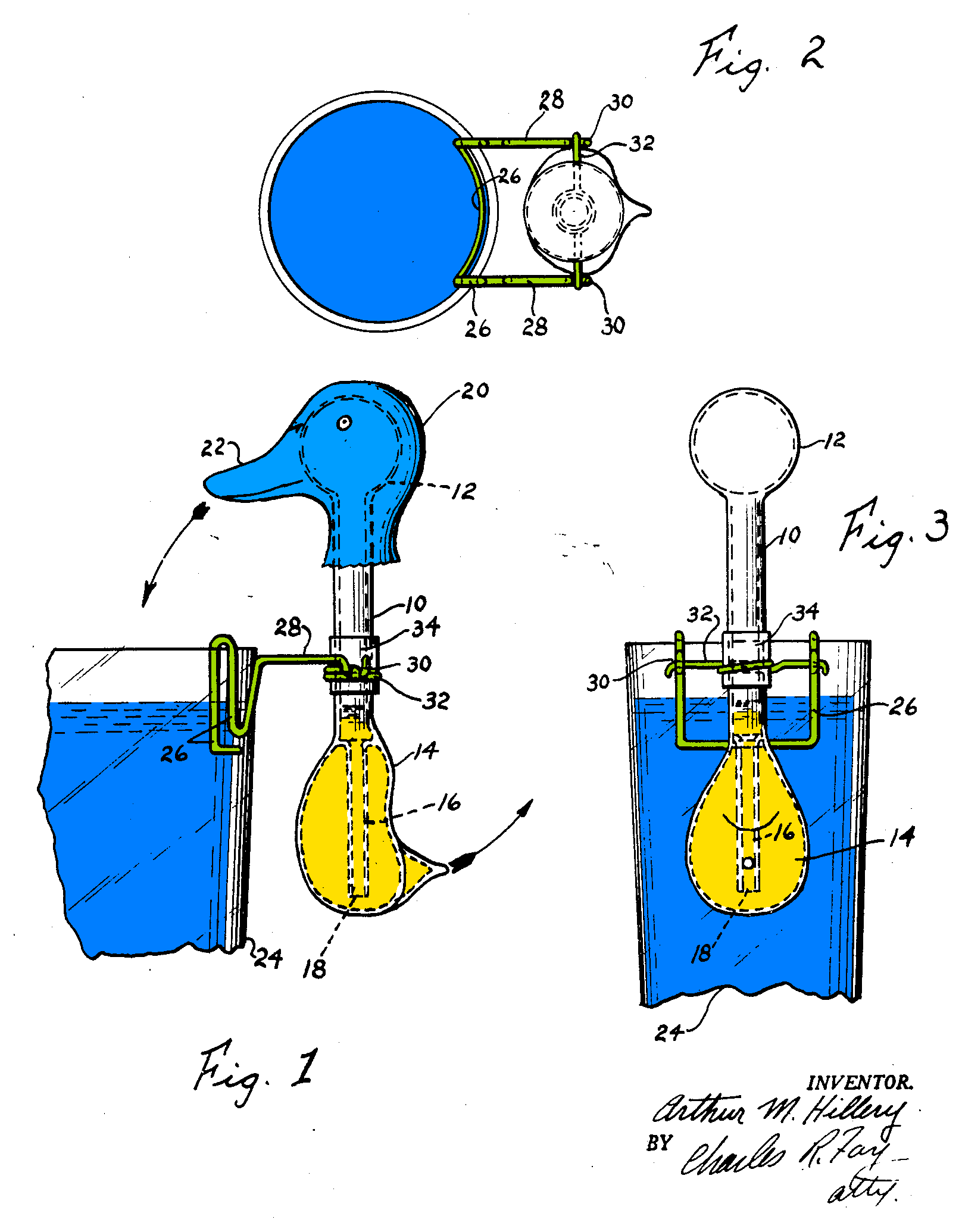
Arthur M. Hillery, 1944
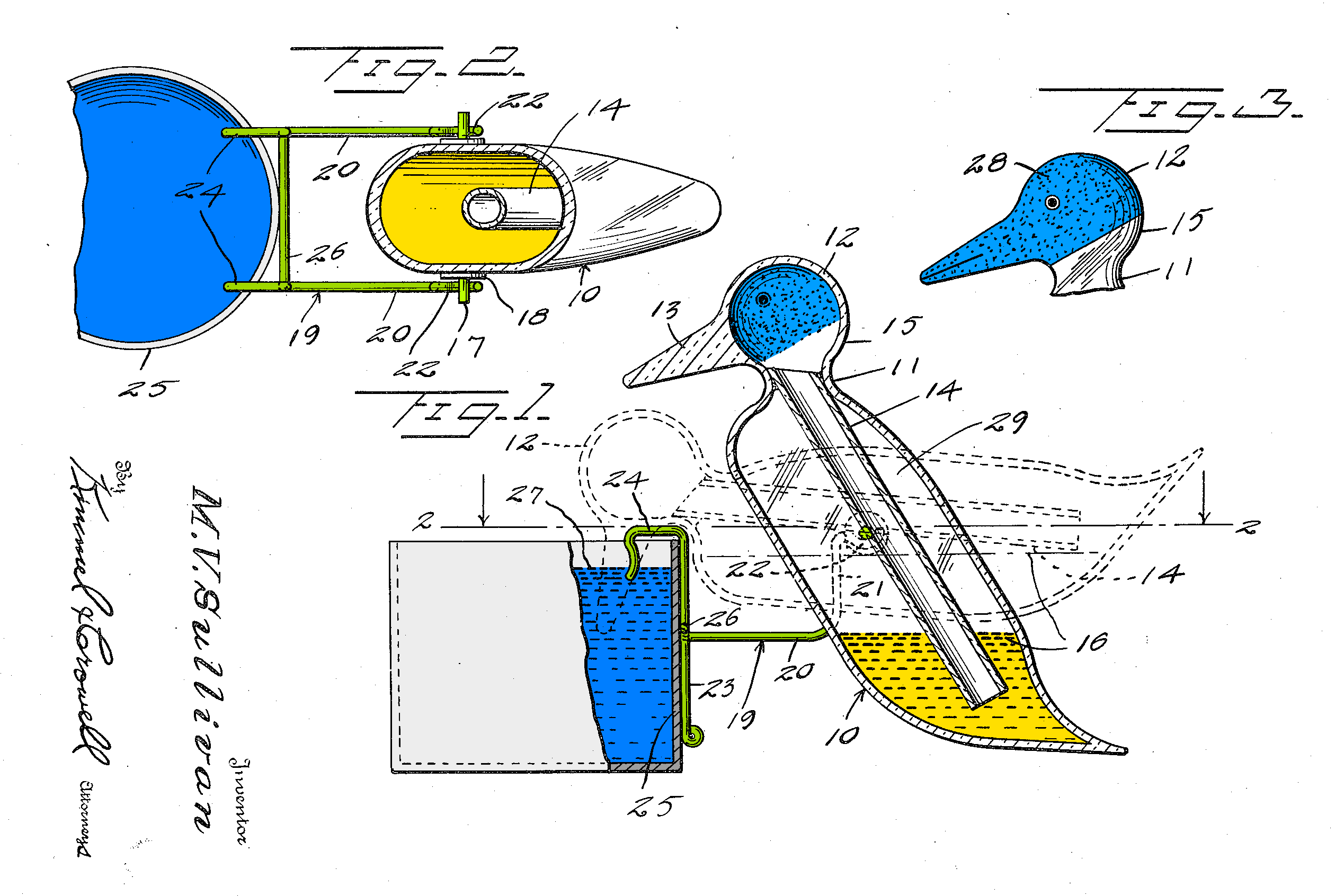
Майлз Салливан 1945

## В культуре
Пьющая птичка часто использовалась для автоматического нажатия кнопок. В фильме «Чужой» 1979 года эта птичка стояла на столе, где обедала команда «Ностромо» (англ. USCSS The Nostromo). В мультсериале «Симпсоны» в эпизоде King-Size Homer, Гомер использовал пьющую птичку, чтобы многократно нажимать клавишу на клавиатуре компьютера. Herb Powell также показал её Гомеру как часть демонстрации изобретения в эпизоде «Брат, одолжи монетку». Две птички были использованы в фильме 1990 года Человек тьмы, чтобы заблокировать взрывное устройство. Пьющие птички появились как часть машины Голдберга в фильме «Большое приключение Пи-Ви» и в «Гриффины» эпизод «8 Simple Rules for Buying My Teenage Daughter». В мультфильме "Мегамозг" (2010г) главный герой ведет диалог с пьющей птичкой.
Пьющие птички были представлены как сюжетные элементы в мультфильме 1951 года «Весёлые мелодии» Putty Tat Trouble и научно-фантастическом триллере 1968 года «Власть». Они также появлялись в незначительные эпизодах в нескольких фильмах и телешоу.
Среди видеоигр пьющая птичка появилась в качестве «дракона-dunkin» в игре Sierra Entertainment Quest for Glory I: So You Want to Be a Hero (1989), в игре Gremlin Interactive Normality (1996). В игре Quantum Conundrum (2012) пьющая птичка используется как таймер для нажатия кнопок. Также, в первой части игры Deponia пьющая птичка используется главным героем для многократного нажатия кнопки вызова секретарши.